# Vũ trụ vàng
Vũ trụ vàng là một mô hình vũ trụ học của vũ trụ. Trong các mô hình này, vũ trụ bắt đầu với một Vụ nổ lớn và mở rộng trong một thời gian, với entropy ngày càng tăng và mũi tên nhiệt động của thời gian chỉ theo hướng mở rộng. Sau khi vũ trụ đạt đến trạng thái mật độ thấp, nó sẽ tái hấp thu, nhưng hiện tại entropy giảm, mũi tên nhiệt động của thời gian chỉ theo hướng ngược lại, cho đến khi vũ trụ kết thúc với Vụ Co lớn có mật độ cao, entropy thấp. Có hai mô hình vũ trụ hỗ trợ khả năng đảo ngược thời gian. Lần đầu tiên bắt đầu với trạng thái entropy thấp tại Vụ Nổ lớn liên tục tăng cho đến khi Vu Co lớn xảy ra. Thứ hai, một Vũ trụ Vàng, đặt ra rằng entropy sẽ chỉ tăng cho đến một lúc co lại, sau đó giảm dần. Mô hình sau này cho thấy vũ trụ sẽ trở nên trật tự hơn sau khoảnh khắc co lại. Mô hình Vàng có liên quan đến khả năng thay đổi hồi tố, các câu hỏi liên quan đến việc bảo tồn thông tin trong vũ trụ đảo ngược thời gian (trạng thái giảm entropy) và nói chung là tính nhân quả. Vũ trụ vàng được đặt theo tên của nhà vũ trụ học Thomas Gold, người đã đề xuất mô hình vào những năm 1960.